# A6 (míssil)

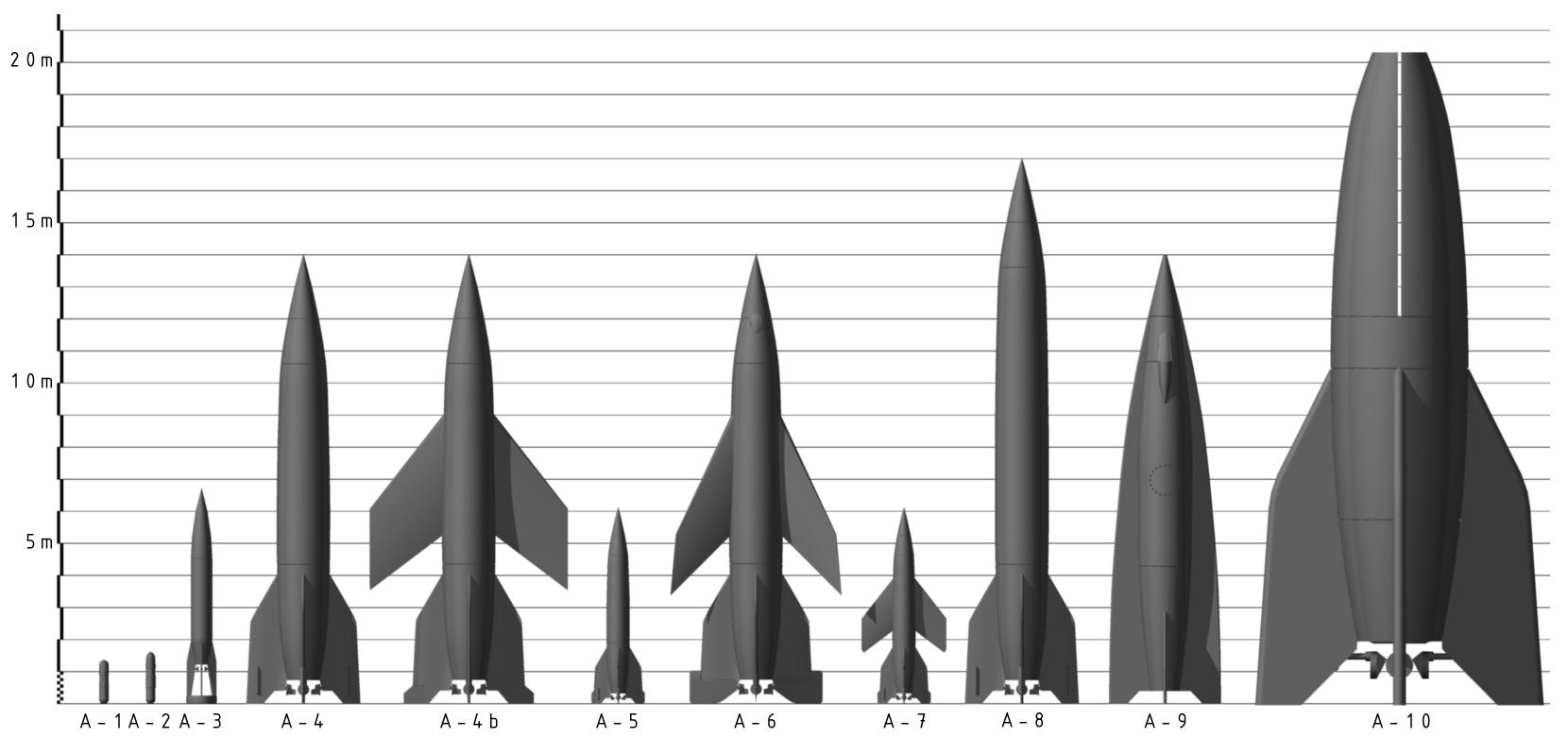
Família dos foguetes A.

Agregado-6, em alemão: Aggregat-6, literalmente Agregado-6, ou simplesmente Montagem-6, foi a designação atribuída a dois projetos de foguete de 1939 e 1943: uma versão do A-5 usando combustíveis alternativos, e uma versão tripulada do A4b.  

## Histórico
A versão melhorada do A-5, possuia um motor encurtado, o projeto foi cancelado em setembro de 1939, sem haver ocorrido a construção de nenhum modelo. Existiu também o projeto de construir um modelo tripulado. Embora a designação A-6 fosse ressuscitada mais tarde por Walter Dornberger para um sucessor ao A-4, não era claramente o mesmo míssil que havia sido projetado anos antes. 

## Imagens
- Três vistas de um Aggregat-6